# Nationalparker i Sverige
Der er 30 nationalparker i Sverige. Sverige var i 1909 det første land i Europa, som indførte nationalparker.
Nationalparkerne domineres af bjergområder, der udgør 90 procent af det samlede areal. Det skyldes især de store områder, som de nordlige nationalparker dækker. Sarek Nationalpark og Padjelanta Nationalpark dækker hver 2.000 km². Mange af nationalparkerne ligger i det Laponiske område i Nordsverige, som er på UNESCOs Verdensarvsliste på grund af sit bevarede naturområde og sin status om samernes kulturlandskab. Modsat er der også de små skovdækkede nationalparker i syd, Söderåsen, Dalby og Stenshuvud, der til sammen kun dækker et areal på 20 km².
I dag etableres der kun store nationalparker, dækkede komplette landskabsdele. Staten køber området ved beslutning i Sveriges Riksdag, mens det er Naturvårdsverket, der står for selve etableringen og vedligeholdelsen af nationalparkerne.
I september 2009 åbnede den 29. nationalpark, Kosterhavet. Den er Sveriges første nationalpark, som primært dækker et havområde.

## Nationalparker
| Nr. | Nationalpark       | Åbnet                      | Län                                            | Landskap                                                   | Landskabsform         | Evt. billede |
| --- | ------------------ | -------------------------- | ---------------------------------------------- | ---------------------------------------------------------- | --------------------- | ------------ |
| 1.  | Vadvetjåkka        | 1920                       | Norrbottens län                                | Lappland                                                   | Højfjeld              |              |
| 2.  | Abisko             | 1909                       | Norrbottens län                                | Lappland                                                   | Højfjeld              |              |
| 3.  | Stora Sjöfallet    | 1909                       | Norrbottens län                                | Lappland                                                   | Højfjeld              |              |
| 4.  | Padjelanta         | 1962                       | Norrbottens län                                | Lappland                                                   | Højfjeld              |              |
| 5.  | Sarek              | 1909                       | Norrbottens län                                | Lappland                                                   | Højfjeld              |              |
| 6.  | Muddus             | 1942, udvidet 1984         | Norrbottens län                                | Lappland                                                   | Alenestående bjerg    |              |
| 7.  | Pieljekaise        | 1909                       | Norrbottens län                                | Lappland                                                   | Højfjeld              |              |
| 8.  | Haparanda Skærgård | 1995                       | Norrbottens län                                | Norrbotten                                                 | Skærgård              |              |
| 9.  | Björnlandet        | 1991                       | Västerbottens län                              | Lappland                                                   | Bakkelandskab         |              |
| 10. | Skuleskogen        | 1984                       | Västernorrlands län                            | Ångermanland                                               | Bakkelandskab         |              |
| 11. | Sånfjället         | 1909, udvidet 1989         | Jämtlands län                                  | Härjedalen                                                 | Sydlige fjeldområde   |              |
| 12. | Töfsingdalen       | 1930                       | Dalarnas län                                   | Dalarna                                                    | Sydlige fjeldområde   |              |
| 13. | Fulufjället        | 2002                       | Dalarnas län                                   | Dalarna                                                    | Sydlige fjeldområde   |              |
| 14. | Hamra              | 1909                       | Gävleborgs län                                 | Gästrikland                                                | Alenestående bjerg    |              |
| 15. | Färnebofjärden     | 1998                       | Dalarnas län, Västmanlands län, Gävleborgs län | Uppland og Gästrikland, samt lidt i Dalarna og Västmanland | Landområde            |              |
| 16. | Ängsö              | 1909, udvidet 1988         | Stockholms län                                 | Uppland                                                    | Skærgård              |              |
| 17. | Garphyttan         | 1909                       | Örebro län                                     | Närke                                                      | Bakkelandskab         |              |
| 18. | Tyresta            | 1993                       | Stockholms län                                 | Södermanland                                               | Tunneldal             |              |
| 19. | Tresticklan        | 1996                       | Västra Götalands län                           | Dalsland                                                   | Tunneldal             |              |
| 20. | Djurö              | 1991                       | Västra Götalands län                           | Västergötland                                              | Skærgård              |              |
| 21. | Tiveden            | 1983                       | Örebro län, Västra Götalands län               | Västergötland                                              | Tunneldal             |              |
| 22. | Norra Kvill        | 1927, udvidet 1989         | Kalmar län                                     | Småland                                                    | Bakkelandskab         |              |
| 23. | Store Mosse        | 1982                       | Jönköpings län                                 | Småland                                                    | Alenestående bjerg    |              |
| 24. | Blå Jungfrun       | 1926, udvidet 1988         | Kalmar län                                     | Öland                                                      | Skærgård              |              |
| 25. | Söderåsen          | 2001                       | Skåne län                                      | Skåne                                                      | Bakkelandskab         |              |
| 26. | Dalby Söderskog    | 1918                       | Skåne län                                      | Skåne                                                      | Landområde            |              |
| 27. | Stenshuvud         | 1986                       | Skåne län                                      | Skåne                                                      | Bakkelandskab         |              |
| 28. | Gotska Sandön      | 1909, udvidet 1963 og 1988 | Gotlands län                                   | Gotland                                                    | Landområde            |              |
| 29. | Kosterhavet        | 2009                       | Västra Götalands län                           | Bohuslän                                                   | Hav- och strandområde |              |
| 30. | Åsnen              | 2018                       | Kronobergs län                                 | Småland                                                    |                       |              |

## Naturvårdverkets nationalparksplan 2007
Naturvårdsverket har foreslået at der etableres tretten nye nationalparker samt at syv eksisterende parker udvides (Björnlandet, Gotska Sandön, Hamra, Padjelanta, Sarek, Skuleskogen og Tiveden).

### Forslag til nye nationalparker
- Tavvavuoma
- Kebnekaise
- Reivo
- Vindelfjällen
- Blaikfjället
- Vålådalen-Sylarna
- Rogen-Juttulslätten
- Koppången
- Nämdöskärgården
- Sankt Anna
- Bäste träsk
- Västra Åsnen
- Kosterhavet – åbnet 9. september 2009

## Ekstern henvisning
- Naturvårdsverket: Nationalparker Arkiveret 23. april 2009 hos  Wayback Machine